# Carlo Speziali

Carlo Speziali, um 1970

Carlo Speziali (* 5. Dezember 1921 in Gresso; † 5. März 1998 in Locarno) war ein Schweizer Politiker (FDP) und Oberst.

## Leben
Carlo Speziali war Sohn des Lehrers Gentile und der Enrichetta, geborene Mordasini. Er besuchte das Lehrerseminar von Locarno und erwarb dort 1941 das Lehrdiplom. Danach studierte er Naturwissenschaft an der Universität Freiburg (Schweiz), wo er 1947 promoviert wurde. Im Kanton Tessin unterrichtete er an den Progymnasien von Biasca und Locarno sowie am Lehrerseminar von Locarno. Im Jahr 1952 heiratete er Elda Fontana.
Am 18. und 19. Oktober 1944 war Leutnant Speziali als Grenadier-Zugführer in Bagni di Craveggia damit beschäftigt, den Vormarsch einer faschistischen Einheit aus der Repubblica Sociale Italiana in die Schweiz zu stoppen. Diese verfolgte eine grosse Gruppe von der Partisanenrepublik Ossola aus dem Ossola-Tal, die beschlossen hatten, auf Schweizer Gebiet zu flüchten.
In der Politik engagierte er sich in den Reihen der Freisinnig-Demokratische Partei und war als junger Radikaler für kurze Zeit Leiter der Zeitung Avanguardia, dann folgte seine politische Karriere: Von 1952 bis 1956 war er radikaler Gemeinderat (Legislative) von Locarno, von 1956 bis 1961 Stadtrat und 1961–1979 Stadtpräsident von Locarno. Von 1971 bis 1979 war er Nationalrat und von 1979 bis 1986 Tessiner Staatsrat mit Zuständigkeit für Departemente Erziehung und Inneres.
Dank seiner besondere Ausbildung war er Konzeptsekretär des Departements für öffentliche Bildung des Kantons Tessin und später Direktor der Scuola Magistrale (Lehrerseminar) von Locarno. Von 1968 bis 1972 war er Präsident der kantonalen Kommission für Natur- und Landschaftsschutz, dann von 1976 bis 1979 sowie 1986 bis 1992 Präsident der kantonalen Kommission für Denkmalpflege. Von 1967 bis 1984 war er Mitglied und von 1976 bis 1981 Präsident des Ausschusses der Radiogesellschaft der italienischen Schweiz. Er konnte die Errichtung einer Universität der italienischen Schweiz nicht durchsetzen.

## Schriften
- I fatti di Stabio del 22 ottobre 1876. Commemorazione del centenario. Arti grafiche Arturo Salvioni e Co. S.A., Bellinzona 1977.
- Publikationen von und über Carlo Speziali im Katalog Helveticat der Schweizerischen Nationalbibliothek